# Àngels de mandíbula de ferro
Àngels de mandíbula de ferro [Iron Jawed Angels] és una pel·lícula de drama històric estatunidenc del 2004 dirigida per Katja von Garnier. La pel·lícula és protagonitzada per Hilary Swank en el paper de la líder sufragista Alice Paul, Frances O'Connor com l'activista Lucy Burns, Julia Ormond com  a Inez Milholland i Anjelica Huston com a Carrie Chapman Catt. Va rebre l'aclamació de la crítica després de l'estrena de la pel·lícula al Festival de Cinema de Sundance de 2004.
La pel·lícula se centra en el moviment pel sufragi femení als Estats Units durant la dècada de 1910 i segueix les líders del sufragi femení Alice Paul i Lucy Burns mentre utilitzen estratègies, tàctiques i diàlegs pacífics i efectius no violents per revolucionar el moviment feminista nord-americà i concedir a les dones el dret de vot.

## Trama
Alice Paul i Lucy Burns tornen d'Anglaterra, on s'han conegut mentre participaven en la Unió Social i Política de Dones iniciada per la líder sufragista radical Emmeline Pankhurst i dirigida per la seva filla Christabel Pankhurst. Totes dues dones presenten un pla a l'Associació Nacional de Sufragi de les Dones Americanes (NAWSA) per fer campanya directament a Washington DC pel dret de vot nacional de les dones. Troben que les seves idees són massa contundents per a les líders sufragistes establertes als EUA, particularment Carrie Chapman Catt, però se'ls permet dirigir el Comitè del Congrés de la NAWSA a DC. Comencen organitzant la desfilada del sufragi femení de 1913 la vigília de la presa de possessió del president Woodrow Wilson.
Mentre sol·licita donacions en una galeria d'art, Alice Paul convenç l'advocada laboralista Inez Milholland perquè lideri la desfilada sobre un cavall blanc. Paul també coneix un dibuixant polític del diari de Washington, Ben Weissman (un personatge de ficció). En una escena, Paul intenta explicar a Ida B. Wells per què vol que les dones afroamericanes marxin a la part posterior de la desfilada per no enfadar els demòcrates i activistes del sud, però Wells s'hi nega, i surt de la multitud per unir-se a un grup de dones blanques a la meitat de la desfilada. Després dels desacords sobre la recaptació de fons, Paul i Burns es veuen obligades a sortir de la NAWSA i funden el Partit Nacional de la Dona [National Woman's Party] (NWP) per donar sortida al seu plantejament.
Altres conflictes dins del moviment es presenten a mesura que els líders de la NAWSA critiquen les tàctiques del Partit Nacional de la Dona, com ara protestar contra Wilson, i els seus piquets sostinguts fora de la Casa Blanca en l'acció de les Sentinelles Silencioses. Les relacions entre el govern nord-americà i els manifestants del NWP també s'intensifiquen, ja que moltes dones són arrestades per les seves accions i acusades d'«obstruir el trànsit».
Les dones arrestades són enviades a l'Occoquan Workhouse per períodes de 60 dies. Malgrat el tracte abusiu i terrorífic, Paul i altres dones emprenen una vaga de fam, durant la qual els guàrdies pagats les fan menjar a la força llet i ous crus. Les sufragistes no poden veure visitants o advocats fins que el senador nord-americà (un altre personatge fictici) Tom Leighton visita la seva dona, Emily, una de les dones empresonades. La notícia del seu tractament es filtra als mitjans de comunicació després que Emily passi secretament una carta al seu marit durant la visita. Paul, Burns i les altres dones són alliberades.
Es continua fent pressió sobre el president Wilson mentre la NAWSA s'uneix a la crida del NWP per a l'aprovació de la Dinovena Esmena a la Constitució dels Estats Units. Wilson finalment accedeix a la pressió. Durant la ratificació de l'esmena, Harry T. Burn, membre de la legislatura de Tennessee, rep un telegrama de la seva mare a l'últim moment, canvia el seu vot i l'esmena tira endavant.

## Origen del títol
El títol de la pel·lícula prové de les paraules del representant de Massachusetts Joseph Walsh, que el 1917 es va oposar a la creació d'un comitè que s'ocupés del sufragi femení. Walsh va pensar que la creació d'un comitè representaria cedir a «la inquietud dels àngels de ferro», al·ludint a les peces metàl·liques amb què les sufragistes són alimentades a la força com a resposta a les seves vagues de fam. I es va referir a les Sentinelles silencioses com a «criatures desconcertades i enganyades amb faldilles i cabell curts».

## Repartiment
- Hilary Swank com a Alice Paul
- Frances O'Connor com a Lucy Burns
- Julia Ormond com a Inez Milholland
- Anjelica Huston com a Carrie Chapman Catt
- Molly Parker com a Emily Leighton[6]
- Laura Fraser com a Doris Stevens
- Lois Smith com a Anna Howard Shaw
- Vera Farmiga com a Ruza Wenclawska
- Brooke Smith com a Mabel Vernon
- Patrick Dempsey com a Ben Weissman[7]
- Margo Martindale com a Harriot Eaton Stanton Blatch
- Adilah Barnes com a Ida B. Wells
- Bob Gunton com a President Woodrow Wilson
- Vinny Genna com a Fiorello La Guardia
- Peter Berinato com a Harry T. Burn
- Joseph Adams com a Senador Thomas "Tom" Leighton
- Brett Boseman com a fill de Ben Weissman

### Personatges de ficció
Els personatges de ficció de la pel·lícula que no es corresponen amb cap persona real són Ben Weissman; el seu fill, Emily Leighton, i el senador Tom Leighton.

## Recepció

### Resposta crítica
El crític de cinema Richard Roeper va donar a la pel·lícula una crítica positiva i va escriure: «Iron Jawed Angels és una lliçó d'història important explicada d'una manera fresca i brillant»". Scott Faundas, de Variety, va donar una crítica negativa a la pel·lícula, escrivint: "Iron Jawed Angels s'enganxa a un tema històric digne i després espera que les nobles intencions siguin suficients per tirar endavant. Per desgràcia, no hi ha tanta sort en aquesta melodramàtica visió general de les dones.
Robert Pardi, de TV Guide, va fer una ressenya mixta: "Tots els elements per a una pel·lícula esplèndida sobre els primers dies dels drets de les dones estan al seu lloc, però l'ús de la directora Katja von Garnier d'enganys cinematogràfics distractors i una música moderna discordant encaixa malament amb l'ambientació d'època...
La pel·lícula també va representar a Paul donant la benvinguda a Ida B. Wells-Barnett amb un somriure quan Wells-Barnett es va unir a la processó entre la massa d'espectadors al llarg de la ruta. Això no va passar mai en realitat, i potser va ser l'intent de la directora de suavitzar el vessant racista de l'esdeveniment. Wells-Barnett va marxar amb dues dones blanques d'Illinois que havien donat suport al seu dret a marxar amb la delegació estatal: Belle Squire i Virginia Brooks.
Kristy Maddux, tot i valorant que la pel·lícula busca aproximar-se al públic del segle XXI i pretén fer-la accessible, lamenta que la pel·lícula neutralitzi les possibilitats de l'activisme feminista i desproveeixi d'ideologia específicament feminista el que va ser el moviment pel sufragi de les dones.
Clara Bittel observa també que en l'intent de guanyar nous públics i acostar la història que narra a una època postfeminista, la pel·lícula tergiversa en excés qui eren i com eren les sufragistes. Malgrat que també valora que mostri qüestions que el públic actual pot ignorarː les barreres a la participació política, els atacs a les activistes pacífiques, l'alimentació forçada durant l'estada a la presó, les tensions racials coexistint amb la fraternitat de la lluita pel sufragi.

### Distincions
La pel·lícula va ser nominada a cinc premis a la 56a edició dels Premis Primetime Emmy; a tres premis a la 62a edició dels Globus d'Or, dels quals en guanyà un; i a dos premis als 9è Premis  Satellite, guanyant-ne un. Anjelica Huston va guanyar el Globus d'Or a la millor actriu secundària i el premi Satellite a la millor actriu secundària per la seva actuació a la pel·lícula.
| Year | Award                                       | Category                                       | Recipient                                                                 | Result    |
| ---- | ------------------------------------------- | ---------------------------------------------- | ------------------------------------------------------------------------- | --------- |
| 2004 | Premis Primetime Emmy                       | Repartiment                                    | Janet Hirshenson, Jane Jenkins, Liz Marks, Kathleen Chopin                | Nominat   |
| 2004 | Premis Primetime Emmy                       | Cinematografia                                 | Robbie Greenberg                                                          | Nominat   |
| 2004 | Premis Primetime Emmy                       | Vestuari                                       | Caroline Harris, Eric Van Wagoner, Carl Curnutte III                      | Nominat   |
| 2004 | Premis Primetime Emmy                       | Millor actriu secundària                       | Anjelica Huston                                                           | Nominat   |
| 2004 | Premis Primetime Emmy                       | Guió                                           | Sally Robinson, Eugenia Bostwick-Singer, Raymond Singer, Jennifer Friedes | Nominat   |
| 2004 | Casting Society of America                  | Repartiment                                    | Janet Hirshenson, Jane Jenkins, Liz Marks                                 | Nominat   |
| 2004 | Premis Humanitas de llargmetratge           | Categoria de 90 minuts o més                   | Sally Robinson, Eugenia Bostwick-Singer, Raymond Singer, Jennifer Friedes | Nominat   |
| 2004 | Premis OFTA Televisió                       | Millor actriu secundària                       | Anjelica Huston                                                           | Nominat   |
| 2004 | Premis OFTA Televisió                       | Millor actriu secundària                       | Brooke Smith                                                              | Nominat   |
| 2004 | Premis OFTA Televisió                       | Millor actriu                                  | Hilary Swank                                                              | Nominat   |
| 2004 | Premis OFTA Televisió                       | Millor pel·lícula                              | Iron Jawed Angels                                                         | Nominat   |
| 2005 | Premis Globus d'Or                          | Millor actriu secundària                       | Anjelica Huston                                                           | Guanyador |
| 2005 | Premis Globus d'Or                          | Millor pel·lícula                              | Iron Jawed Angels                                                         | Nominat   |
| 2005 | Premis Globus d'Or                          | Millor actriu                                  | Hilary Swank                                                              | Nominat   |
| 2005 | American Society of Cinematographers        | Fotografia                                     | Robbie Greenberg                                                          | Guanyador |
| 2005 | Premis del Sindicat d'Actors de Cinema      | Actuació destacada d'una actriu femenina       | Hilary Swank                                                              | Nominat   |
| 2005 | Premis Satellite                            | Millor actriu secundària                       | Anjelica Huston                                                           | Guanyador |
| 2005 | Premis Satellite                            | Millor film de Televisió                       | Iron Jawed Angels                                                         | Nominat   |
| 2005 | Premis literaris PEN Center USA West        | Teleplay                                       | Sally Robinson, Eugenia Bostwick-Singer, Raymond Singer, Jennifer Friedes | Guanyador |
| 2005 | Premi del Gremi de Dissenyadors de Vestuari | Sèrie de televisió de fantasia/època destacada | Caroline Harris                                                           | Nominat   |